# 内华达山脉公司
内华达山脉公司（英語：Sierra Nevada Corporation，简称SNC）是美国一家私营电子系统和系统集成提供商，专门从事小型卫星、远程医疗和商业轨道运输服务。公司合作方位美国军方、美国国家航空航天局、私人航天公司等。SNC共有34个办公地点，分别在美国19个州、英国、德国和土耳其。   

## 历史
SNC于1963年成立，初期是一个只有几名员工的小型企业，在内华达州的一个飞机机库办公。1994年被法提赫·奥兹曼、埃伦·奥兹曼夫妻收购，法提赫曾在1981年被SNC雇佣。1994年至今，SNC由总裁埃伦·奥兹曼、CEO法提赫·奥兹曼管理并独资经营。1994年时，SNC仅有20名员工，至今已发展为一家有数千名员工和数十亿美元营业额的公司，SNC的主要业务来自美国国防部和NASA的合同。
2024年9月18日，因參與對台軍售，中華人民共和國宣佈制裁包括内华达山脉公司在內的9間美國軍工企業。